# Ажикеев, Бообек Эргешевич
Генерал-майор Ажикеев Бообек Эргешевич (род. 19 августа 1965, в селе Мырза-Аке Узгенского района Ошской области) — киргизский госдарственный деятель. Министр чрезвычайных ситуаций Кыргызской Республики, Советник государственно-гражданской службы 3-го класса.

## Биография
Родился 19 августа 1965 года в селе Мырза-Аке Узгенского района Ошской области.
В 1987 году окончил Томский инженерно-строительный институт по направлению «промышленное и гражданское строительство», по специальности инженер-строитель.
С 2007-го по 2010 год получал образование в Кыргызском политехническом институте по специальности бухгалтерский учёт и аудит.
Советник государственно-гражданской службы 3-го класса.

### Карьера
1987—1988 гг. — Ново-Покровское РСУ «КСХХ», Каменщик 5-разряда
1988—1994 гг. — Мырза-Акинское МПМК объединение «Ошагропромстрой», Линейный мастер, инженер, начальник ПТО, прораб
1996—2005 гг. — ОсДО «Кызмат», Исполнительный директор
2006 г. — ОсДО «Кызмат», Директор
2006—2008 гг. — Кыргызское Национальное информационное агентство «Кабар», Главный специалист
2008—2011 гг. — Южный региональный департамент по предупреждению и ликвидации последствий чрезвычайных ситуаций МЧС КР, Директор
2011—2013 гг. — Группа консультантов по строительству, Американский Университет в Центральной Азии (АУЦА), Руководитель
2013—2014 гг. — Отдел координации строительства и энергетики, ЗАО «Альфа-телеком» (Мегаком), Руководитель
2014—2015 гг. — Департамент строительства и энергетики ЗАО «Альфа-Телеком» (Мегаком), Руководитель
2015—2017 гг. — Департамент строительства, Американский Университет в Центральной Азии (АУЦА), Руководитель
2020 г. — Министерство чрезвычайных ситуаций Кыргызской Республики, Министр